# Diplotemnus
Diplotemnus es un género de arácnido del orden Pseudoscorpionida de la familia Atemnidae.

## Especies
Las especies de este género son:
- Diplotemnus egregius Beier, 1959
- Diplotemnus garypoides (Ellingsen, 1906)
- Diplotemnus insolitus Chamberlin, 1933
- Diplotemnus insularis Chamberlin, 1933
- Diplotemnus namaquensis Beier, 1947
- Diplotemnus pieperi Helversen, 1965
- Diplotemnus pinguis Beier, 1955
- Diplotemnus rothi Muchmore, 1975
- Diplotemnus rudebecki Beier, 1955
- Diplotemnus vachoni Dumitresco & Orghidan, 1969